# Rue Sainte-Anne-de-Baraban
La rue Sainte-Anne-de-Baraban est une voie située dans le 3e arrondissement de Lyon, dans le quartier de La Villette.

## Situation
Elle débute rue Baraban et se termine rue Frédéric Mistral à Villeurbanne.

## Origine du nom
Cette rue est nommée d'après l'église du Sacré-Cœur, dite aussi Saint-Anne de Baraban, qui est inaugurée en 1865, puis démolie en 1939.
La rue Baraban est une rue adjacente. Il existait un « domaine de Baraban » aujourd’hui disparu.  

## Histoire
Cette voie a été dénommée chemin de Sainte-Anne jusqu'en 1868, puis est devenue la rue Sainte-Anne-de-Baraban.